# Переміщення золотого запасу Норвегії під час Другої світової війни

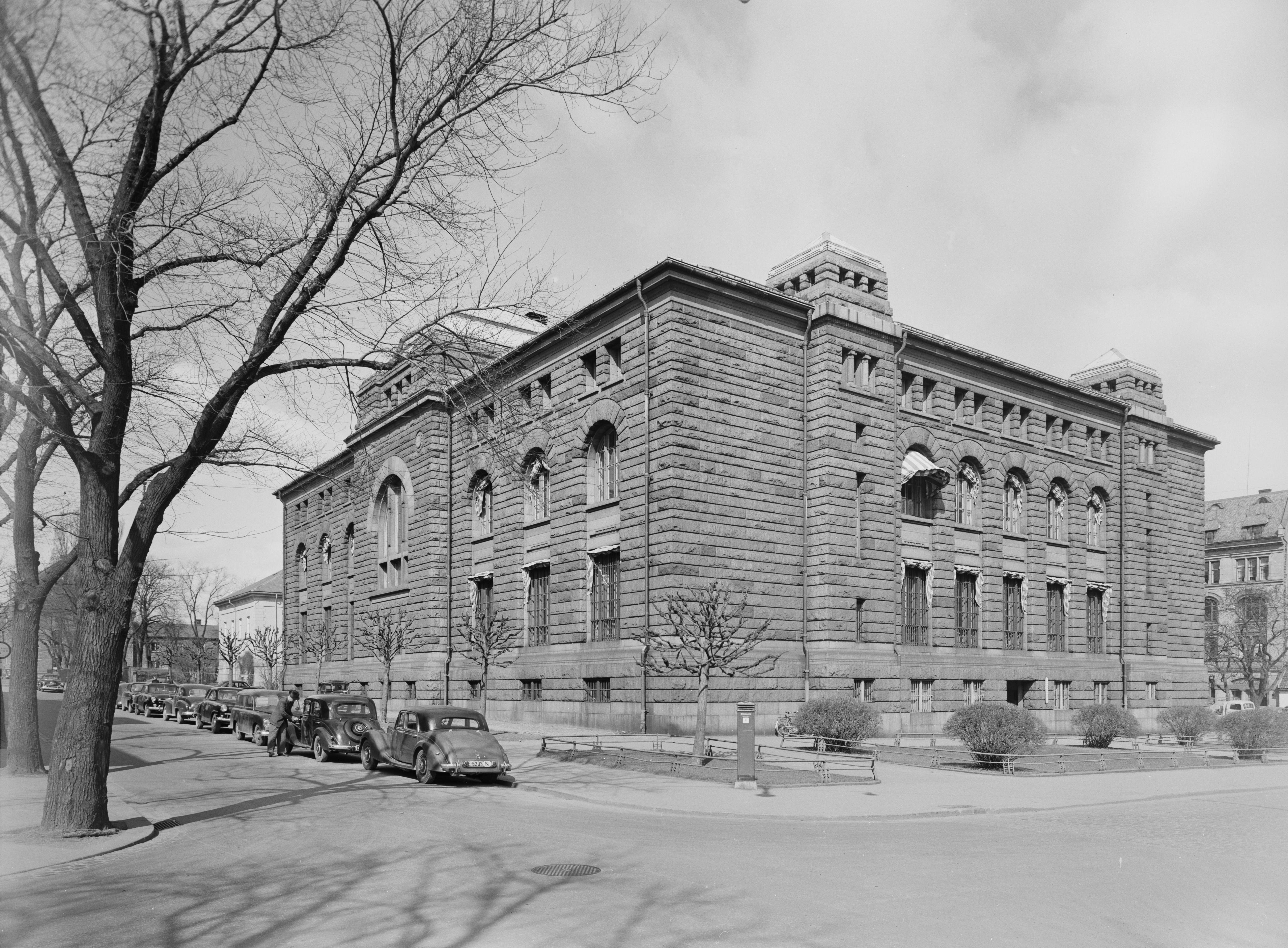
Транспортування золота почалося з будівлі Норвезького банку в Осло, Bankplassen 4

Перевезення золота — операція, під час якої золоті запаси Норвезького банку (Norges Bank) у кількості майже 50 тонн, що зберігалися в Осло, доправили до Великої Британії та Північної Америки після німецького вторгнення до Норвегії в 1940 році. Транспортування проходило через Ліллегаммер, Ондальснес, Молде та Тромсе, тоді як на деяких ділянках маршруту тривали бої.
Золото перевозили вантажівками, потягами та кораблями до Ліллегаммера, потім до Ондалснеса і, зрештою, до Великої Британії, Канади та США. Частина золота була відправлена безпосередньо з Ондалснеса, а решта — через Тромсе. Більшість золотого запасу норвезької держави вже знаходилася в Сполучених Штатах; те, що було вислано з Норвегії в результаті вторгнення 9 квітня становило 48,8 тонни. У 1940 році балансова вартість золотих запасів становила 240 мільйонів норвезьких крон.Все золото прибуло, за винятком 297 золотих тайвекських крон, які, за словами Оксендала, були втрачені, коли на англійському судні розбився ящик (банк Norges пише, що монети, ймовірно, були загублені під час перевантаження в Глазго).
До Тромсе також їхала валіза з 1 мільйоном норвезьких крон у банкнотах, які були урядовим фондом на відрядження. Разом із золотом їхали десяток цивільних біженців.
Перевезенням керував переважно Фредрік Хаслунд. Серед відомих помічників та інспекторів були Оле Колбйорнсен, Нордал Гріг, Ейнар Герхардсен, Ойвінд Лоренцен, Вільгельм Кейлгау та Крістіан і Ніні Хаслунд Гледич. Перевезення було здійснено за участю десятка місцевих водіїв та рибалок. Банківський касир Сверре Белле з відділення Norges Bank у Ліллегаммері слідував за транспортуванням золота на північ і помер від виснаження в Квалвог на Нордмере. 2 квітня уряд видав тимчасовий указ про звільнення членів правління Norges Bank, які перебували на окупованій території, від виконання своїх обов'язків, а також було призначено нове правління на чолі з Арнольдом Рестадом (Arnold Ræstad). Одним із нових членів було призначено Оле Колбйорнсена.

## Передісторія
Більшість золотого запасу Норвегії було розміщено у Великій Британії та США вже в період 1936–1938 років (за словами Оксендалем, це сталося в 1938—1939 роках). Нові партії закупленого золота відправлялися на зберігання безпосередньо до США, остання партія була на шляху з Кейптауна у квітні 1940 року. З 1938 по 1940 рік до США було відправлено золота на 173 мільйони норвезьких крон. Частина, що залишилася (резерв для покриття банкнот), становила 48,8 тонни.
Вже восени 1938 року Міністерство фінансів та голова правління Norges Bank Ніколай Рігг розпочали роботу над планом евакуації решти золотих запасів на випадок війни. Восени того ж року золото, що знаходилося в золотому погребі банку, було упаковане та опечатане. Весь запас був упакований у 1 503 ящики (818 ящиків по 40 кг, 685 ящиків по 25 кг) і 39 невеликих бочок по 80 кг. Усі ящики містили золоті злитки, а кожна з 39 бочок містила 5 мішків по 1 000 золотих монет у кожному. Перед війною золотий запас оцінювався у 120 мільйонів норвезьких крон; у липні 1940 року вартість була переоцінена до 240 мільйонів норвезьких крон, а влітку 1940 року адміністрація Норвезького банку у вигнанні оголосила вартість у 331 мільйон норвезьких крон за поточним курсом на той час. Кілька сховищ, у тому числі одне в Ліллегаммерському відділенні Норвезького банку, були таємно підготовлені на випадок, якщо золотий запас доведеться евакуювати з Осло. Було заплановано кілька альтернативних маршрутів евакуації.
13 лютого 1940 року Норвезький банк надіслав до Міністерства фінансів законопроєкт про внесення поправки до закону, яка б дозволила розміщувати резерв на покриття банкнот також і за кордоном. Було рекомендовано розглянути цей законопроєкт якнайшвидше через загрозливу міжнародну ситуацію. Комітет з питань монетарної політики швидко погодився з цією пропозицією, але один з його членів зажадав розглянути це питання у зв'язку з довгоочікуваною переоцінкою вартості золото-валютного запасу. Переговори про це все ще не були завершені 9 квітня.

## 9 квітня 1940 року

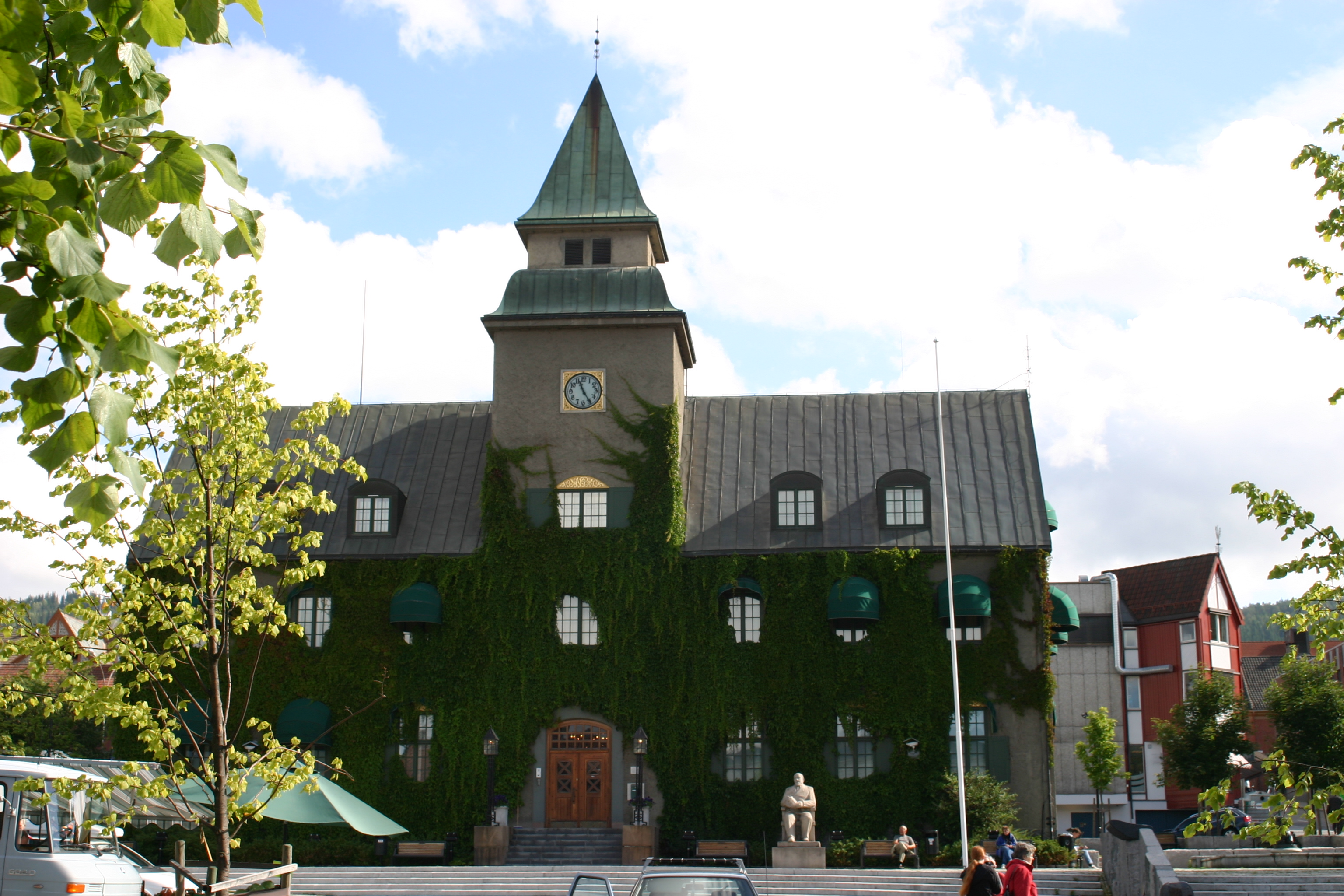
Норвезький банк, Ліллегаммер. Увечері 9 квітня тут зберігався золотий запас.

У другій половині дня 8 квітня керуючий банком Рігг зв'язався з генеральним командиром Крістіаном Лааке і попросив евакуювати золото з Осло. Лааке порадився з начальником Генерального штабу, і було вирішено, що евакуація має розпочатися наступного дня, а ціллю має стати Ліллегаммер.
Коли в ніч на 9 квітня надійшло повідомлення про бойові дії у зовнішньому Ослофьорді, Рігг був розбуджений за наказом міністра фінансів Оскара Торпа. Він негайно взявся за мобілізацію якомога більшої кількості банківських службовців.
Рано вранці 9 квітня золото таємно завантажили у 25 вантажівок (за словами Оксендала, 26 машин) і повезли на північ у напрямку Ліллегаммера. Банківські службовці на вантажівках були озброєні пістолетами чи револьверами, але транспорт не мав жодного супроводу. Вантажівки рушили, як тільки були повністю завантажені. Вантажівки наздоганяли багато цивільних осіб, які хотіли втекти з міста. Кілька вантажівок перебували неподалік, коли К'єллер зазнав бомбардування. Остання вантажівка поїхала приблизно о 13:00, у той самий час, коли німецькі солдати підійшли до воріт Карла-Юхана.
Евакуація, ймовірно, стала можливою тільки завдяки потопленню раніше того ж ранку «Блюхера». На борту «Блюхера» були плани того, як німці мали забезпечити безпеку золотого запасу. Так само як і екіпажі, які мали це здійснити.
Того ж вечора золото таємно зачинили у підготовленому підвальному сховищі в Ліллегаммері. Було вкрай важливо, щоб німці не здогадалися, куди поділося золото, тому біля будівлі не виставили військову охорону. Кілька довірених членів стрілецького клубу Ліллегаммера та кілька банківських службовців з револьверами в кишенях утворили непомітну, але необхідну охорону.
Після прибуття золота до Ліллегаммера керівник банку Рігг повернувся до Осло.

## Залізничний транспорт Ліллегаммер-Ондальснес

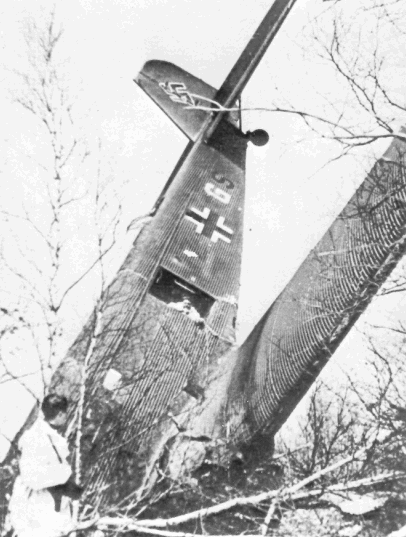
Юнкерс JU-52, збитий 13 квітня під час боїв в Домбосі

Просування німців до Ліллегаммера призвело до необхідності подальшої евакуації золота. 15 квітня (17 квітня за версією Оксендаля, але доручення від Торпа до Хаслунда, наведене в книжці Оксендаля, датоване «Отта 16 квітня») міністр фінансів Торп на конференції в Отті доручив перевезення золота до Ондальснеса інженеру і секретарю парламентської групи Лейбористської партії Фредріку Хаслунду.
18 квітня було реквізовано потяг із 12 вагонами. Загін охорони з 30 солдатів з Йорстадмоена під командуванням майора Бйорна Сунде отримав наказ супроводжувати транспорт. Серед них був поет і комуніст Нурдаль Гріг. Під час подальшого транспортування Нурдал Гріг відігравав дедалі важливішу роль під час транспортування. Інцидент стався, коли сховище вже збиралися відкрити: Андреас Лунд, офіс-менеджер філії Norges Bank у Ліллегаммері, з великими труднощами відкрив двері сховища і пів години боровся з ними, перш ніж йому це вдалося. Тим часом міністр фінансів Торп телефоном віддав наказ у разі необхідності застосувати динаміт.
Завантаження відбувалося вночі, вміст вантажу тримався в секреті від усіх, крім невеликої групи людей. Ні охоронці, ні робітники, які здійснювали навантаження, не були обізнані про те, що містили ящики. Поїзд вирушив із Ліллегаммера о 04:29 19 квітня, курсуючи тільки вночі та маскуючись протягом дня. За словами Оксендала, у складі поїзда було сім вантажних і два пасажирські вагони.
З 14 квітня залізничну лінію між Домбосом і Ондалснесом утримували німецькі десантники Поки німці утримували свої позиції, золотий поїзд не міг проїхати. Однак 19 квітня, коли транспорт стояв в Отті, надійшла звістка, що німці були розбиті або відкинуті силами піхотного полку Мьоре. Міністри Фріхаген, Трюгве Лі, Люнгберг і Торп прибули до Ондалснеса 18 квітня і пізніше повернулися в район Лесі. Подружжя Гледич та інші члени «Бюро освіти» прибули до Ондалснеса ввечері 17 квітня (або вночі 18 квітня) і зустрілися зі старим другом Мартіном Лінге.
Уранці 19-го квітня поїзд прибув до Отти та залишив станцію Отта близько 22:00 19 квітня, прибувши до Ондалснеса о 04:30 20 квітня. Через сильні німецькі бомбардування міста потяг із золотом увечері того ж дня перемістили на кілька кілометрів угору долиною на станції Ромсдальсхорн. В Ондалснесе до них приєдналися Ейнар Герхардсен і Оле Колбйорнсен, а також інші співробітники.

## Перший транспорт до Англії
Міністри Андерс Расмус Фріхаген, Трюгве Лі, Біргер Люнгберг і Оскар Торп вже прибули в Ондалснес 18 квітня. Спочатку передбачалося, що король і решта членів уряду прибудуть слідом за ними, але через військові дії, що тривали у цьому районі, цього не сталося. Однак міністри встановили контакт з британським військовим командуванням, і 21 квітня Торп розпочав переговори про переправлення золотого запасу до Великої Британії на борту британських військових кораблів. Міністра також супроводжували Крістіан Гледич і його дружина, сестра Фредріка Хаслунда Ніні Хаслунд Гледич. Крістіан Гледіч був залучений до подальшої організаційної роботи та став контактною особою Хаслунда з британцями.
23 квітня крейсер HMS «Галатея» прибув до Ондалснеса зі свіжими британськими силами. В ніч з 23 на 24 квітня на нього завантажили золото з одного із залізничних вагонів, близько восьми тонн у 200 великих ящиках. Уряд хотів розподілити золото на кілька партій, щоб зменшити ризик, і тому «Галатея» взяла з собою лише частину запасів. Коли 24 квітня «Галатея» повернулася до Англії, на її борту, окрім золота, були директор судноплавства Ойвінд Лорентцен, керуючий банком/майор Арне Сунде та двоє норвезьких військових. Лоренцен був уповноважений урядом 22 квітня передати норвезьке золото на зберігання до Великої Британії, але ще важливішою була його роль як новопризначеного глави спішно створеної компанії «Нортрашипу». Лоренцен і Сунде відповідали за цей етап.

## Автоколона Ондалснес–Мольде

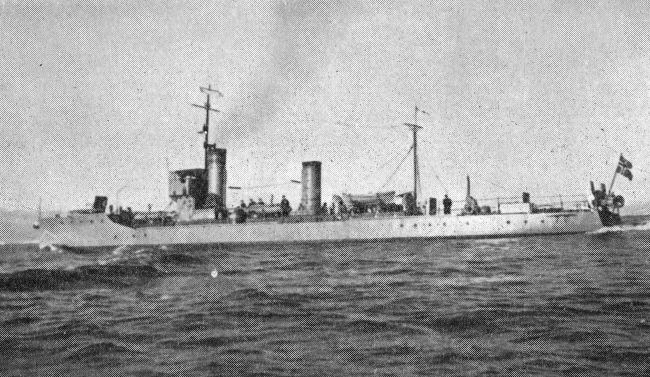
Норвезький торпедний катер «Трюгг», підбитий німецькою авіацією під час бомбардування Ондалснеса 25 квітня

Німецький наступ у Ґудбрандсдалені призвів до необхідності евакуювати Ондальснес перш ніж можна було організувати додаткові морські перевезення в Англію. 24 квітня було вирішено спробувати вивезти решту золота до Молде, куди вже прибули король, кронпринц і уряд. Подружжя Гледич було відправлено вперед, щоб спробувати організувати безпечний притулок і встановити контакт з місцевим британським військовим командуванням. Гледичі привезли з собою готівку банку «Норгес» — дві скрині, що містили близько 12 мільйонів норвезьких крон банкнотами, які були розміщені в банківському сховищі в місті. Подорож відбувалася на рибальському човні з п'ятьма солдатами охорони.
25 квітня міністр фінансів Торп наказав розпочати вивезення золота до Молде. Золото було завантажено на 25 вантажівок. Того ж дня Ондалснес зазнав найінтенсивніших бомбардувань за всю історію. Будинки в центрі були зруйновані, британські склади боєприпасів і пального на причалах загорілися, і більшість британських засобів протиповітряної оборони було виведено з ладу. Щодо транспорту золота, то біля колони кілька разів вибухали бомби. Одного разу, перед самим проїздом через Ондальснес, колона зазнала цілеспрямованого бомбардування та обстрілу з німецької авіації. Вантажівки зупинилися, а екіпажі сховалися — багато хто під автомобілями, прикриваючись золотом як щитом від осколків і куль. Проте, під час перевезення ніхто не загинув і не був поранений, а вантажівки зазнали лише незначних пошкоджень.
Колона впритул спостерігала бомбовий удар по торпедному катеру «Трюгг», який у цей час стояв на причалі. Бомби впали в море поруч із кораблем. Однак пізніше того ж дня в «Трюгг» влучила 250-кілограмова бомба, яка пройшла через корму і днище корабля, не вибухнувши, і тому катер довелося витягти на берег в Ісфьордені.
На поромній переправі Офарнес — Сьольнес два пороми були реквізовані через губернатора округу Трігве Утхайма. Переправа почалася приблизно о 23:30, а остання машина зійшла на берег приблизно через шість годин. Вранці 26 квітня транспорт прибув до Молде після важкої подорожі дорогами, що перебували в повному безладі через весняну вологу погоду та інтенсивний військовий рух. Чотири машини зламалися в дорозі, після чого їх довелося перевантажувати.
У Молде золото розмістили в підвалі кондитерської фабрики «Superb», що вважалося найбезпечнішим місцем після того, як місто потрапило під безперервні німецькі бомбардування, починаючи з 24-го числа. Дві скрині з готівкою вже були розміщені у сховищі Ощадного банку Молде.

## Транспорт до Тромсе

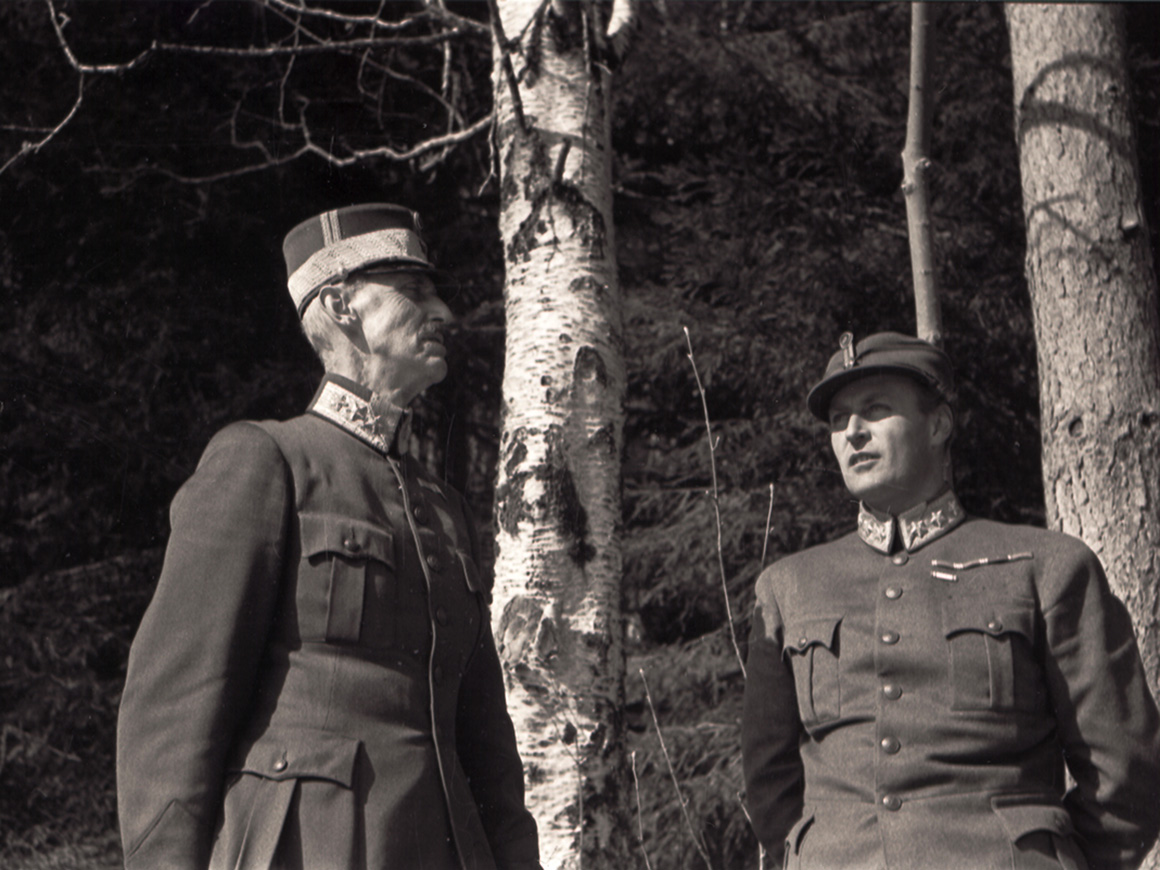
Король Гокон і кронпринц Олаф ховаються на околицях Молде під час німецького бомбардування у квітні 1940 року.Фото: Пер Братланд

Увечері 29 квітня (або в ніч на 30 квітня) король, уряд і центральна адміністрація евакуювалися з Молде під сильним німецьким бомбардуванням, прямуючи до Тромсе. Більшість золота було вивезено на борт британського крейсера HMS «Glasgow», який був пришвартований у Сторкаї. Поки відбувалося завантаження, місто горіло і продовжувало бомбардуватися. Фабрика «Superb», де зберігалося золото, знаходилася на іншому кінці міста, але пошкодження після бомбардування унеможливлювали транспортування золота вулицями міста. Замість цього золото вивезли на поромну пристань і перевезли морем на корабель HMS «Glasgow» за допомогою реквізованих місцевих поромів «Legona» і «Rovdehorn». Ці судна здійснили кілька рейсів кожне між поромною пристанню та Сторкою. Через сильне бомбардування крейсер врешті-решт був змушений покинути Молде без усього золотого вантажу на борту. 317 великих ящиків, 439 малих ящиків і 39 бочок було відправлено з Молде на «Глазго». «Глазго» попрямував до Малангена, де король, кронпринц і члени уряду зійшли на берег, після чого судно вирушило до Шотландії, прибувши до Ферт-оф-Клайду 4 травня. У Гріноку золото отримали представники Банку Шотландії. Оле Колбйорнсен керував цією частиною перевезення. Хальвдан Кохт також був на борту з Тромса до Шотландії.
Судно прибережних маршрутів DS «Driva» компанії Møre Fylkes Ruteselskap було реквізовано, і останні десять тонн золотого вантажу були підняті на борт під час пожежі на причалі. Ейнар Ґергардсен також був на борту «Дриви».
30 квітня «Дрива» була змушена висадитися на берег Рамсвіці біля Віснеса в Ейде після нальоту німецької авіації. Золото було перевезено вантажівкою до Гьемнеса, де його завантажили на п'ять рибальських суден з Буда і Хустада — «Хеймдал», «Бард», «Сванен», «Лейф» і «Гудрун». Капітанами п'яти човнів були Ганс М. Індерхауг, Гаральд Тунгехауг, Енгвальд Сунде, Еміль Скоттгайм і Альфред Скоттгайм.
3 травня золото з п'яти рибальських човнів «Тітран» прибуло до Фройя. Потім золото було перевантажено у два більші рибальські човни, «Stølvåg» і «Alfhild», з капітанами. Естеном Ларсеном і Карлом Реппе. Обидва рибальські човни вийшли з Інтіана на Фройя 5 травня і прибули до Тромсе 9 травня.

## Золоті запаси у Великій Британії, і далі до Канади та США

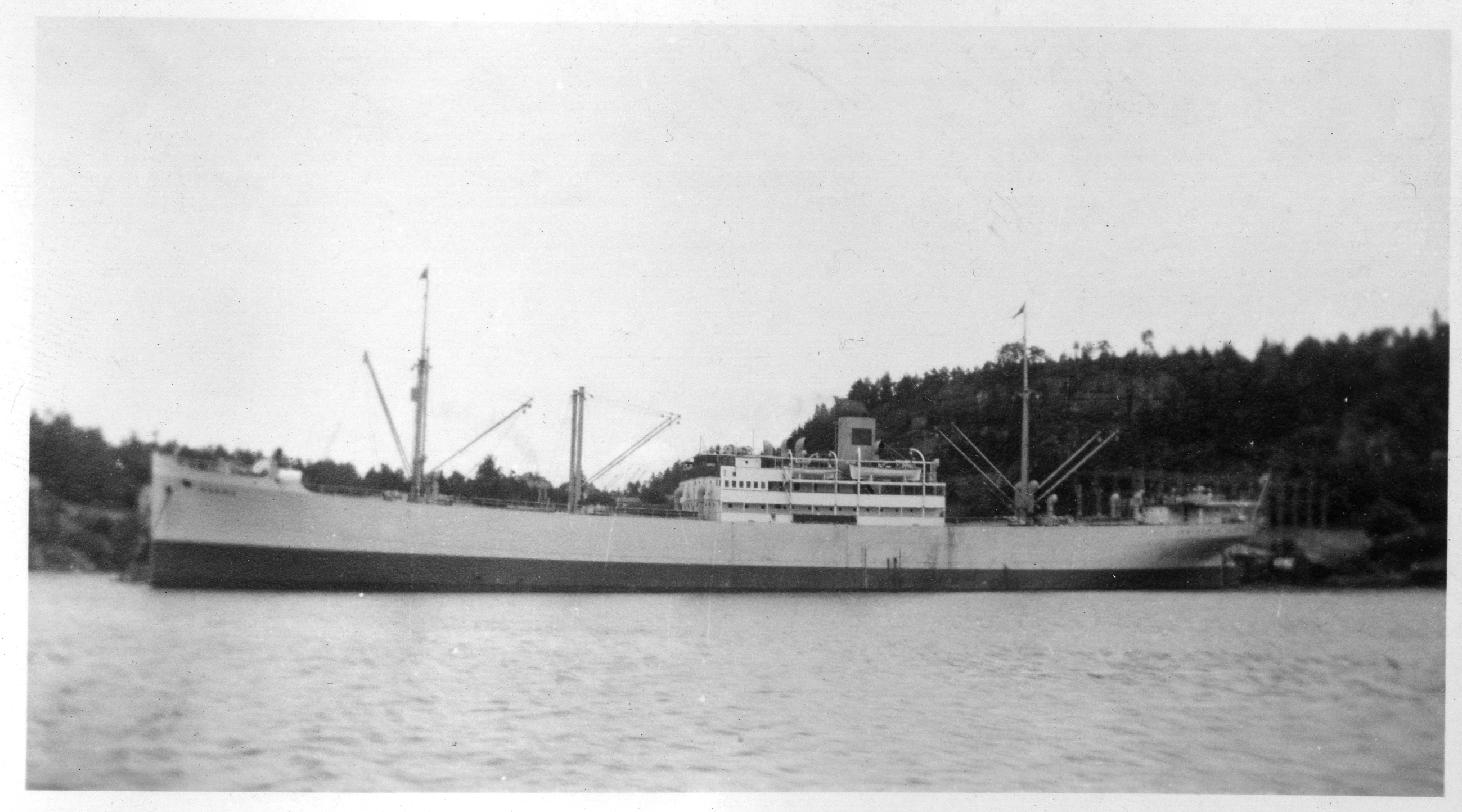
МС «Норма»

24 травня вантаж із золотом вийшов з Тромсе на борту британського крейсера HMS «Enterprise». Вантаж прибув до Плімута 29 травня і був відправлений спеціальним поїздом до Лондона, де зберігався в Банку Англії.
У червні та липні того ж року золото було відправлено конвоєм до Канади та США.
22 червня 1940 року лайнер «Іда Бакке» Крістіана Халанда вирушив з Ліверпуля у супроводі конвою до Монреаля, Канада, з частиною норвезького золота на борту. Золото було розміщене в міцних дубових бочках на носовій палубі. Кожна бочка з золотом була з'єднана з трьома порожніми бочками як плавучий елемент. Лише кілька членів екіпажу насправді знали, що міститься в бочках. На борту судна було сім пасажирів, в тому числі Ейвінд Лоренцен, генеральний директор компанії Nortraship, та Інгвальд Хауген з Норвезької профспілки моряків. Корабель благополучно прибув до Монреаля 2 липня 1940 року, де вантаж був розвантажений під суворою охороною.
У перевезенні золота через Атлантику також брали участь лайнери «Бомма», «Бра-Кар» і «Сан-Андрес» компанії Fred Olsen & Co. та лайнер «Норма» судноплавної компанії J. Ludwig Mowinckel.
Золото зберігалося у Федеральному резервному банку Нью-Йорка в Нью-Йорку та в Банку Канади в Монреалі, пізніше в Оттаві. Менша частина (5715 унцій) збереглася в Англії.

## Важливість транспортування золота
Той факт, що золото Норвезького банку було вивезено у 1940 році у безпечне місце, був не просто невдачею для німецьких окупантів. Це також було важливо для забезпечення норвезького уряду у вигнанні фінансовою свободою дій. Восени 1940 року британці чинили тиск на норвезький уряд з вимогою забрати золото, але не в останню чергу завдяки тому, що воно вже було вивезене з країни, уряду вдалося встояти.
Транспортування золота також мало символічне значення для опору, як одна з небагатьох перемог у квітні 1940 року. Дорогою на північ Нурдал Гріг був пасажиром рибальського судна «Stølvåg», і на борту він закінчив писати вірш «17 травня 1940 року» («Сьогодні флагшток стоїть голий…»). Вперше Нурдал Гріг прочитав «17 травня 1940 року» шкіперу Естену Ларсену в рубці «Stølvåg», коли похідна група залишила Денну після короткого перебування там. У фінальній сцені художнього фільму «Gulltransporten» (Viaplay, 2022) капітан Естен Ларсен (його грає Ойвінд Брандтцег) і поет Нурдал Гріг (Мортен Свартвейт) разом у штурманській рубці «Stølvåg», коли Гріг читає вголос капітану Естену Ларсену вірш «17 травня 1940». Пізніше Гріг прочитав вірш капітану Карлу Реппе та його синам у каюті «Альфхільда II» ввечері 16 травня, щоб почути їхню думку. 17 травня 1940 року поема з такою ж назвою прозвучала в ефірі радіо Тромсе. У грудні 1940 року чотири лекції Фредріка Хаслунда про «Золотий транспорт» транслювалися з норвезького мовника в Бостоні, що сприяло зміцненню мужності та морального духу учасників опору.

## Шпигунство— нові місії
У Тромсе екіпажі двох рибальських човнів попросили перейти на нові завдання для уряду. Плата за нове завдання була вдвічі меншою, ніж за перевезення золота. Шкіпер Карл Реппе та екіпаж «Альфхільда II» відмовилися. Шкіпер Естен Ларсен зі судна «Stølvåg» погодився і записався на флот.
Естен Ларсен і «Stølvåg» отримали завдання перевезти бійця Опору Андерса Вільяма Андерсена з Тромсе на південь, до нині окупованого Тронхейма, з нелегальними картами та документами генерала Отто Руге. Пізніше «Stølvåg» знову вирушив на північ з Тронхейма до Тромсе, у ще більш небезпечну подорож, ніж у травні 1940 року. Під час короткої зупинки в Ліесунде Андерсена видав німецький інформатор і його заарештували. Після ув'язнення у в'язниці Møllergata 19 в Осло, таборі Гріні, а згодом у Заксенхаузені, Андерс Вільям Андерсен відправили до Штаакен-Фалькензе, Берлін, де він був убитий 22 квітня 1943 року.

## Після війни
1988 року колекціонер монет і банкнот Ян Олав Аамлід через Oslo Mynthandel викупив значну частину золота із золотих запасів різних банків США та Канади. Аамлід придбав загалом 100 484 скандинавські золоті монети на суму приблизно 100 мільйонів норвезьких крон, що було занесено до Книги рекордів Гіннеса в 1988 році як найбільша у світі покупка монет. Багато з цих монет було продано колекціонерам та інвесторам.
У 1987 році, коли Норвезький банк переїхав у нову будівлю, 10 тонн золотих монет було перевезено з Оттави та Нью-Йорка до Осло. У 2004 році Норвезький банк розпродав усі золоті злитки, за винятком семи злитків, які були збережені для виставкових цілей. Золоті злитки становили 90 відсотків золота в золотих резервах. Норвезький банк зберіг 3,5 тонни золотих монет, що відповідає приблизно 600 000 монет. Причиною зберігання цих монет у Норвезькому банку є те, що вони мають історичну цінність, оскільки були частиною транспортування золота. Однак, лише трохи менше ніж 200 000 монет були фактично задіяні в перевезенні. Решта була заздалегідь депонована за кордоном. Загалом, золотий запас складався з близько 700 000 монет. Таким чином, лише 2 із 7 монет були частиною транспортування золота.
Монети, продані в 1988 році, становлять значну частину норвезьких золотих монет з 1874 по 1910 роки, що знаходяться у колекціонерів, але далеко не всі. Багато норвезьких золотих монет того періоду перебували в приватних руках, коли відбулося транспортування золота, і тому не були частиною цього перевезення. Згодом монети з перевезення золота були змішані із золотими монетами, які не були частиною перевезення, і відрізнити їх неможливо.
У 2019 році NRK показав документальний фільм «Det umulige landet» («Неможлива країна»), в якому йшлося про транспортування золота.

## У популярній культурі
- «Сніговий скарб» (англ. Snow Treasure) — американський дитячий роман, що розповідає про вигадану історію транспортування золота.
- Пімпернел Голд:: Як Норвегія зупинила нацистів — частково вигадана історія, написана Дороті Баден-Пауелл.[12]
- «Золотий рейс» (норв. Gulltransporten) — норвезький фільм 2022 року про перевезення золота.[13]